# Joseph Deniker

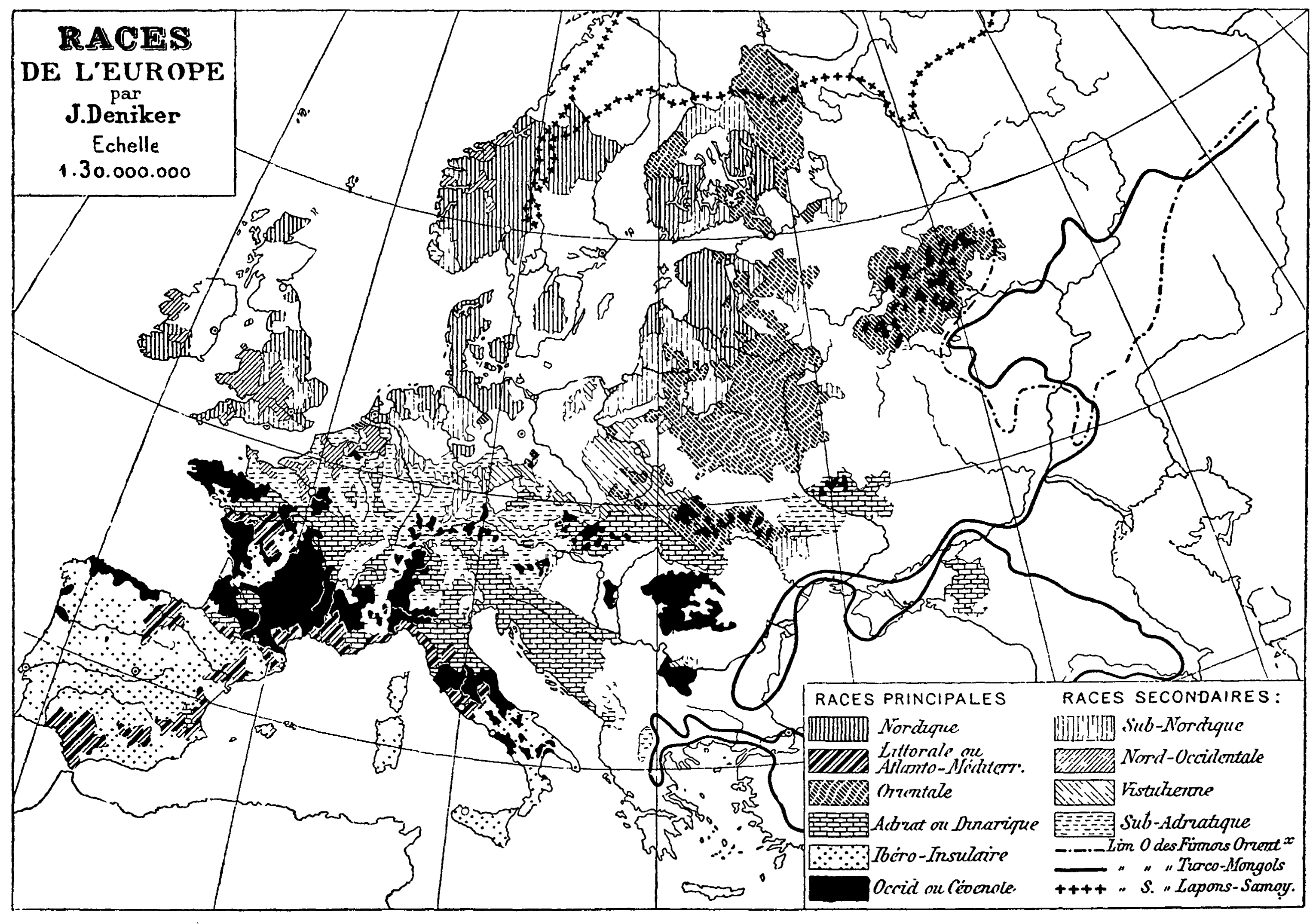
Karta av de europeiska rasernas utbredning ur Denikers "The races of man" 1899.

Joseph Deniker, född 6 mars 1852, död 18 mars 1918, var en fransk naturforskare och antropolog.
Deniker blev bibliotekarie vid Musée d'histoire national i Paris 1888. Deniker var den förste, som tog hänsyn till ett stort antal antropologiska karaktärer vid uppdelningen av människosläktet i olika raser. Hans främsta arbete är The races of man (1899) där han uppställde 13 raser och 30 underraser av människosläktet. Som indelningsgrunder tjänade hårets färg och form, hudens färg, kroppslängd, ansiktsform, näsans form, huvudets form. Denikers arbeten var betydelse fulla för Europas rasbiologi. Vid sidan av Anders Retzius nordiska ras introducerade han en blond, svagt kortskallig och kortvuxen ras: ostrasen. Därutöver urskiljde han 4 mörkhåriga raser: 2 lågvuxna varav en långskallig (ibero-insuler), den andra är kortskallig (västrasen) och 2 högvuxna, varav en är svagt långskallig (den litorala), den andra kortskallig (den adriatiska).